# 4-й корпус ППО (Третій Рейх)
4-й корпус ППО (нім. IV. Flak-Korps) — корпус протиповітряної оборони Люфтваффе за часів Другої світової війни.

## Історія
IV-й корпус ППО розпочав своє формування з 23 червня 1944 в Бреслау (нині Вроцлаві) на базі 1-го повітряного флоту для ведення бойових дій на Східному фронті.

## Райони бойових дій
- Німеччина (червень 1944 — травень 1945).

## Командування

### Командири
- генерал зенітних військ Отто Вільгельм фон Ренц (нім. Otto Wilhelm von Renz) (23 червня — 15 серпня 1944);
- генерал зенітних військ Рудольф Богач (нім. Rudolf Bogatsch) (15 серпня 1944 — 8 травня 1945).

## Бойовий склад 4-го корпусу ППО
Формування управління, забезпечення та підтримки
- IV-е корпусне командування постачання (Korpsnachschubführer IV);
- 104-а авіаційна рота зв'язку (Luftnachrichten Kompanie 104).

- 9-та зенітна дивізія (9. Flak Division);
- 13-та зенітна дивізія (13. Flak Division);
- 1-ша зенітна бригада (1. Flak Brigade);
- 12-та зенітна бригада (12. Flak Brigade).

- 9-та зенітна дивізія;
- 13-та зенітна дивізія;
- 12-та зенітна бригада.

- 9-та зенітна дивізія;
- 13-та зенітна дивізія.

- 9-та зенітна дивізія;
- 13-та зенітна дивізія;
- 28-ма зенітна дивізія (28. Flak Division).

- 9-та зенітна дивізія;
- 13-та зенітна дивізія;
- 21-ша зенітна дивізія (21. Flak Division);
- 28-ма зенітна дивізія.

- 9-та зенітна дивізія;
- 13-та зенітна дивізія;
- 21-ша зенітна дивізія;
- 28-ма зенітна дивізія;
- 19-а зенітна бригада (19. Flak Brigade).

- 9-та зенітна дивізія;
- 13-та зенітна дивізія;
- 21-ша зенітна дивізія;
- 26-та зенітна дивізія (26. Flak Division);
- 28-ма зенітна дивізія.